# Isabel Guzman
Isabel Casillas Guzman (Burbank, 1971) è una funzionaria e politica statunitense, direttrice dell'Agenzia per le piccole imprese sotto l'amministrazione Biden dal 2021 al 2025.

## Biografia
Guzman è nata a Burbank, in California. Proviene da quattro generazioni di texani che originariamente fuggirono dalla rivoluzione messicana dagli stati di Aguascalientes e Jalisco, in Messico. È anche di origine ebraica, tedesca e forse cinese. Negli anni '60, il padre di Guzman si trasferì dal Texas a Los Angeles.
Guzman ha conseguito un Bachelor of Science presso la Wharton School dell'Università della Pennsylvania.